# Topfenknödel

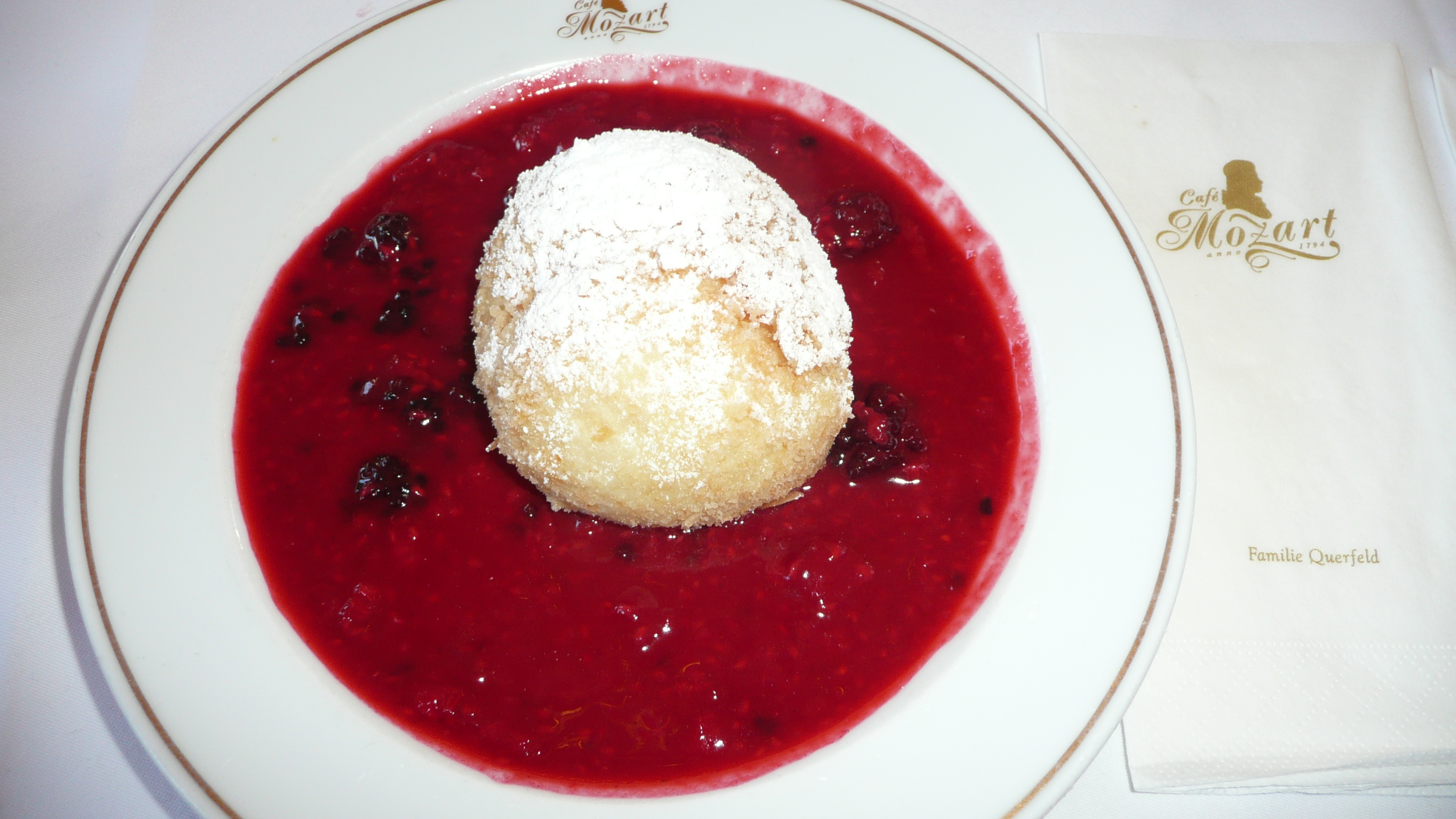
Österreichischer Topfenknödel

Topfenknödel (auch: Quarkknödel, österr. Topfennockerl(n)) sind Knödel, die aus Topfen- bzw. Quarkteig gemacht werden. Es gibt viele verschiedene Varianten, die sich anhand der Zubereitungsart in die Kategorien gekochte Topfenknödel und gebratene Topfenknödel einordnen lassen.

## Gekochte Topfenknödel
Der Teig für gekochte Topfenknödel wird mit Grieß oder Weißbrot (Krume) zubereitet. Beides sorgt für Bindung und Struktur der Knödel. Sie werden nach dem Kochen in gerösteten Semmelbröseln gewälzt und dann mit Staubzucker bestreut serviert.
Sie werden vor allem in Ungarn (Túrógombóc),  Österreich und Tschechien, aber auch in Rumänien gerne gegessen.
Topfenknödel unterscheiden sich von den in Deutschland verbreiteten Quarkbällchen, die gebacken und nicht gekocht werden, wenngleich sie ebenfalls aus einem Quarkteig bestehen und mit Zucker bestreut serviert werden.

## Gebratene Topfenknödel

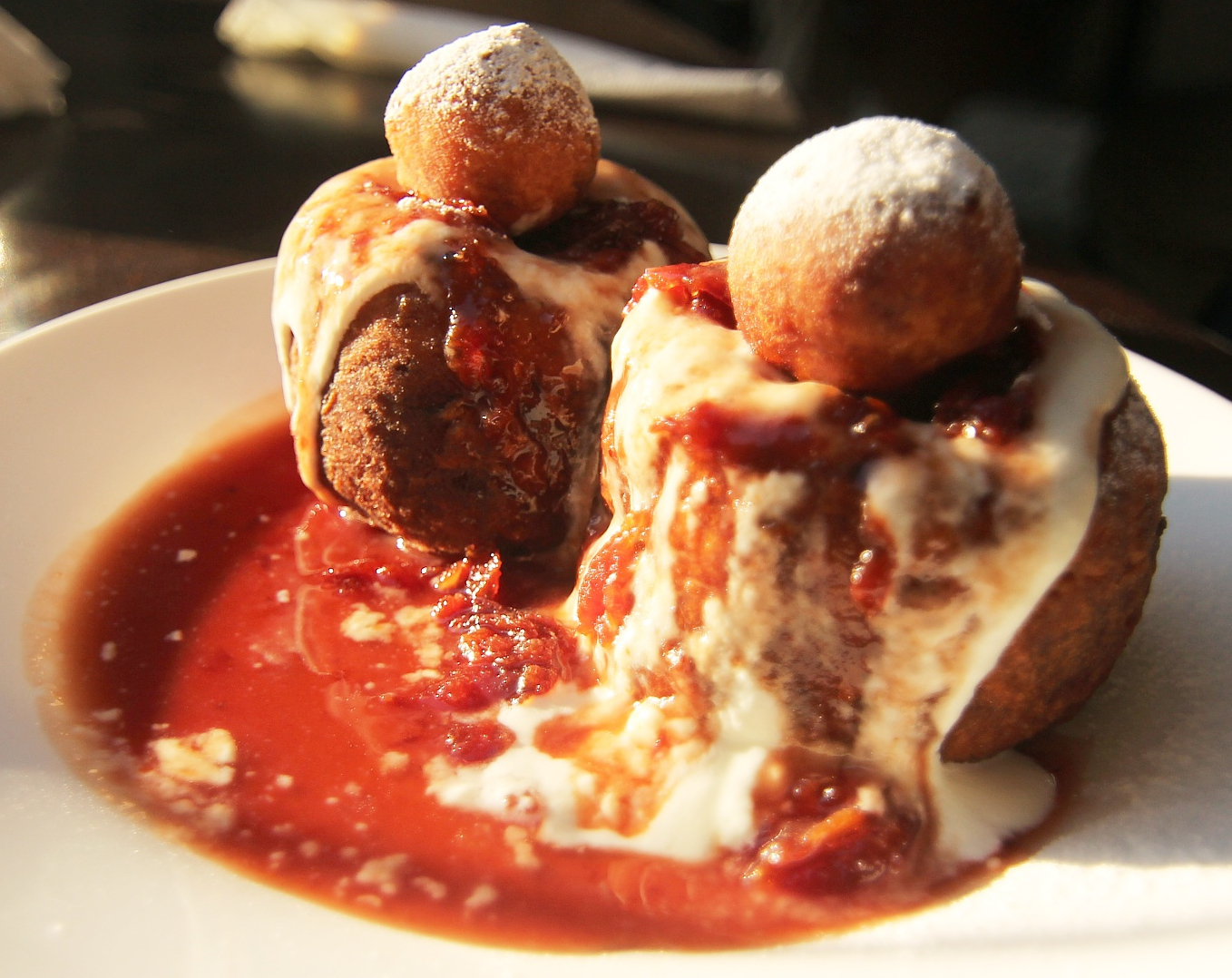
Rumänische Papanași: Gebratene Topfenknödel mit Sauerrahm und Kirschen

Bei den gebratenen Topfenknödeln wird kein Grieß verwendet, sondern stattdessen Mehl und Backpulver. Sie sind vor allem in Rumänien verbreitet und werden dort in vielen Restaurants in Form eines Donuts mit Sauerrahm und Obst als Nachspeise serviert. Sowohl gebraten als auch gekocht heißen sie dort Papanași.